# Ōbayashi-gumi

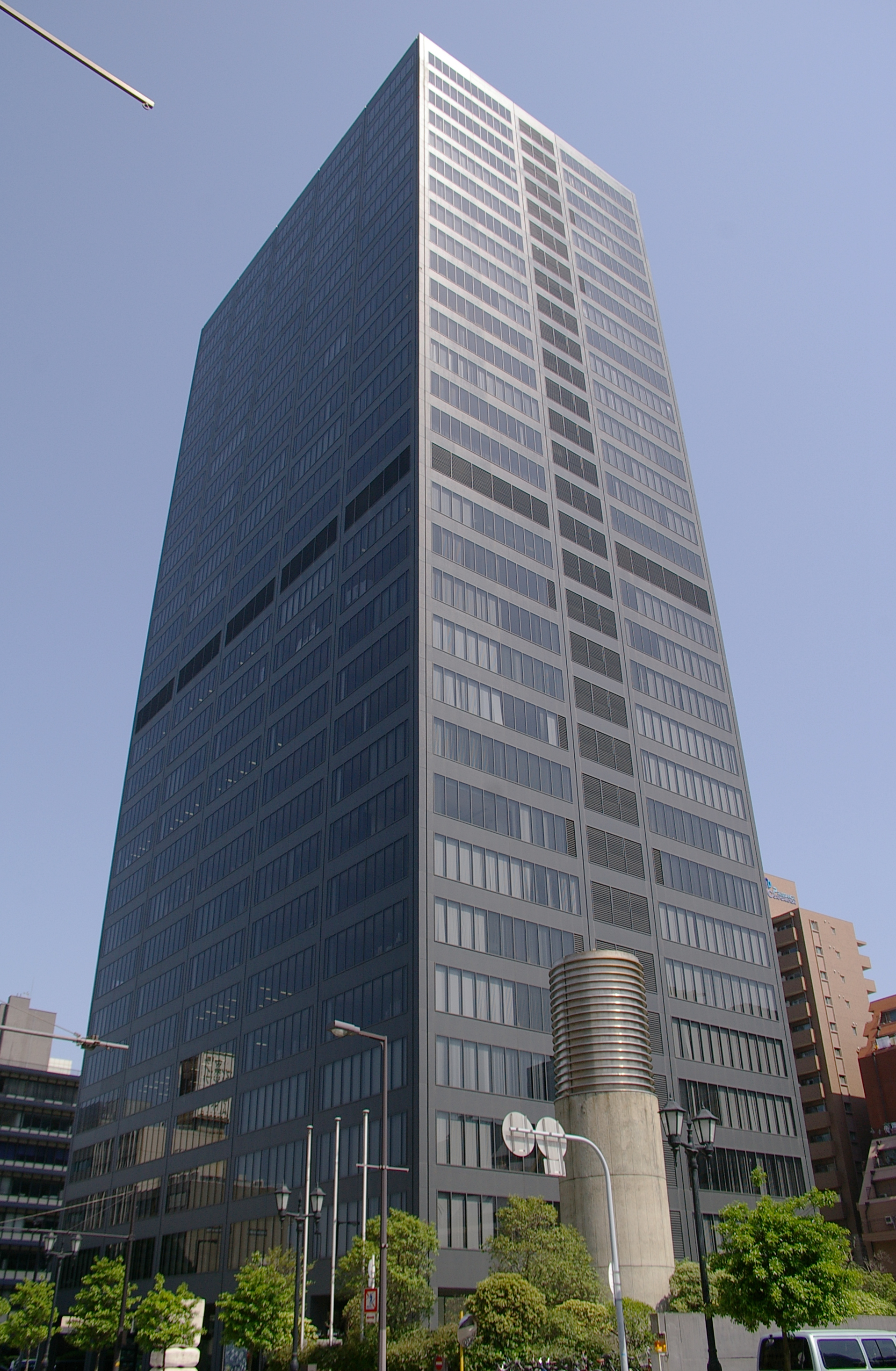
Osaka Obayashi Building, Sitz der Ōbayashi-gumi in Chūō-ku, Osaka, Japan (etwa die Hälfte des Gebäudes ist von Obayashi belegt)

K.K. Ōbayashi-gumi (japanisch 株式会社大林組, Kabushiki kaisha Ōbayashi-gumi, dt. „Ōbayashi-Gruppe“, engl. Obayashi Corporation), gelistet im Nikkei 225, ist eines der fünf größten Bauunternehmen (Super-Zenekon) neben Shimizu, Takenaka, Kajima und Taisei in Japan. Der Hauptsitz der Firma ist in Minato, Präfektur Tokio.

## Übersicht
Der Konzern wurde 1892 in Ōsaka gegründet und nahm 1936 die heutige Gesellschaftsform an. Das Unternehmen ist in Japan und einigen anderen Ländern, insbesondere in Südostasien und Australien, aber auch in den Vereinigten Staaten und Europa tätig.
Bedeutende große Bauprojekte sind der Bahnhof Kyōto, das Koshien-Stadium, das Tokyo Broadcasting System (TBS) Center und der Tokyo Sky Tree in Tokio. Das Unternehmen beteiligte sich auch an den Brücken von der Hauptinsel zur Insel Shikoku.